# Randy Jackson
Randall Darius "Randy" Jackson (født 23. juni 1956) er en amerikansk bassist, sanger, producer, musik manager, og tv-personlighed. Han er bedst kendt som dommer på American Idol og Executive Producer for MTV's America's Best Dance Crew.
Jackson har vundet en Grammy Award som producer